# 지오지브라
지오지브라(GeoGebra)는 기하, 대수, 미적분, 통계, 이산수학, 3차원 기하를 쉽게 다룰 수 있는 무료(자유) 교육용 수학 소프트웨어이다. 지오지브라는 자바로 작성된 오픈소스 소프트웨어이고, 현재 코드의 많은 부분이 HTML5로 전환되어 있다. 지오지브라의 이름은 지오(geometry;기하)와 지브라(Algebra;대수)의 합성어로 동적 기하 소프트웨어(DGS;Dynamic Geometry Software)와 컴퓨터 대수 시스템(CAS;Computer Algebra System)을 결합한 소프트웨어라는 의미를 담고 있다. 따라서 지오지브라는 다양한 수학 영역의 대상을 다룰 수 있는 동적 수학 소프트웨어(DMS;Dynamic Mathematics Software)라고 볼 수 있다.

## 개발자
지오지브라는 2002년 오스트리아 잘츠부르크의 마르쿠스 호헨바터에 의해 개발되었다. 그는 자신의 석사논문 주제로 DGS(Dynamic Geometry Software)와 CAS(Computer Algebra System)가 결합된 기능을 갖는 소프트웨어를 구현하였다. 2002년 그가 인터넷을 통하여 지오지브라를 공개하자, 오스트리아와 독일의 수학 교사들은 지오지브라를 수학지도에 활용하기 시작하였다. 같은 해 지오지브라는 EASA(European Academic Software Award)를 수상하였고, 이후 지오지브라의 개발은 Austria Academy of Science의 지원 하에 마르쿠스 호헨바터의 박사 논문 프로젝트로 진행되었다. 2006년 이후로 지오지브라의 개발은 미국의 플로리다 아틀란틱 대학에서 계속되었고, 그 곳에서 마르쿠스 호헨바터 박사는 미국 과학 재단(NSF; National Science Foundation)의 지원 하에 교사 연수 프로그램을 진행하였다. 현재는 오스트리아의 요하네스 케플러 대학에서 지오지브라의 개발과 커뮤니티를 지원하고 있다.
현재는 중등 수학교사이며 지오지브라 개발 총책임자인 마이클 볼셔즈(Micheal Borcherds) 외 50여 명 이상으로 이루어진 다국적 자원자로 구성된 개발팀에 의해서 지오지브라의 개발이 지속되고 있다.

## 앱(App)
지오지브라는 2013년에 아이패드, 안드로이드, 윈도우 8 버전의 앱을 무료로 공개하여, 태블릿 PC에서 지오지브라를 사용할 수 있도록 하였다.

## 같이 보기
- Xcas

1. ↑  최경식 (2017년). 《지오지브라 바이블(제2판)》. 서울: 지오북스. ISBN 9791187541257.
2. ↑  최경식 (2017년). 《지오지브라 바이블(제2판)》. 서울: 지오북스. ISBN 9791187541257.